# Trichopoda mexicana
Trichopoda mexicana är en tvåvingeart som beskrevs av Macquart 1846. Trichopoda mexicana ingår i släktet Trichopoda och familjen parasitflugor. Inga underarter finns listade i Catalogue of Life.